# Microula blepharolepis
Microula blepharolepis är en strävbladig växtart som först beskrevs av Maximowicz, och fick sitt nu gällande namn av Ivan Murray Johnston. Microula blepharolepis ingår i släktet Microula och familjen strävbladiga växter. Inga underarter finns listade i Catalogue of Life.